# 작은 도기인형
작은 도기인형(Le petit baigneur, The Little Bather)은 프랑스에서 제작된 로버트 데어리 감독의 1968년 코미디 영화이다. 루이스 드 푸네스 등이 주연으로 출연하였다.

## 출연

### 주연
- 루이스 드 푸네스
- 안드레아 파리시
- 프랑코 파브리지

### 조연
- 제라드 칼비
- 콜레트 브로세